# Vicq (Allier)
Het dorpje en gemeente Vicq ligt in de regio Auvergne-Rhône-Alpes op de grens van de departementen Allier en Puy-de-Dôme, in de historische provincie Bourbonnais. Het ligt vlak bij de plaatsen Ebreuil en Gannat en niet ver van steden als Vichy en Clermont-Ferrand.
In het dorp bevindt zich het kerkje Saint-Maurice uit de 12e eeuw en het kasteel van la Mothe uit de 15e eeuw.

## Geografie
De oppervlakte van Vicq bedraagt 13,5 km², de bevolkingsdichtheid is 24,2 inwoners per km².
De onderstaande kaart toont de ligging van Vicq (Allier) met de belangrijkste infrastructuur en aangrenzende gemeenten.

## Demografie
Onderstaande figuur toont het verloop van het inwoneraantal van Vicq vanaf 1962.

Vanwege een beveiligingsprobleem met de MediaWiki Graph-software is het momenteel niet mogelijk deze grafiek weer te geven. Zodra de software is bijgewerkt zal de grafiek vanzelf weer zichtbaar worden.
1. ↑  Populations de référence 2022.